# Коньшина
Коньшина — деревня в Кудымкарском районе Пермского края. Входила в состав Белоевского сельского поселения. Располагается северо-западнее от города Кудымкара. Расстояние до районного центра составляет 6 км. По данным Всероссийской переписи населения 2010 года, в деревне проживало 13 человек (6 мужчин и 7 женщин).

## История
По данным на 1 июля 1963 года, в деревне проживало 58 человек. Населённый пункт входил в состав Белоевского сельсовета.